# Zmartwychwstanie (fresk Giotta)
Zmartwychwstanie (Noli me tangere) – fresk autorstwa Giotto di Bondone namalowany ok. 1305 roku dla kaplicy Scrovegnich w Padwie.
Jeden z 40 fresków namalowanych przez Giotta w kaplicy Scrovegnich należący do cyklu scen przedstawiających życie Joachima i Anny, rodziców Marii oraz Chrystusa.

Fresk obrazuje scenę zmartwychwstania Jezusa według słów zawartych w Ewangelii Jana. Maria Magdalena przybyła do grobu a gdy zobaczyła otwarty grób zawołała uczniów Piotra i Jana. Gdy Ci zobaczyli, iż nie ma ciała Jezusa powrócili do domu. Na miejscu została Maria: 

Maria Magdalena natomiast stała przed grobem płacząc. A kiedy [tak] płakała, nachyliła się do grobu i ujrzała dwóch aniołów w bieli, siedzących tam, gdzie leżało ciało Jezusa - jednego w miejscu głowy, drugiego w miejscu nóg. I rzekli do niej: "Niewiasto, czemu płaczesz?" Odpowiedziała im: "Zabrano Pana mego i nie wiem, gdzie Go położono". 14 Gdy to powiedziała, odwróciła się i ujrzała stojącego Jezusa, ale nie wiedziała, że to Jezus. (J.20 11-14,)

Giotto przedstawił dwa watki na jednym fresku. Z lewej strony znajduje się pusty grób na którym siedzą dwaj aniołowie w białych szatach. Pod grobowcem nadal śpią pilnujący żołnierze. Po prawej stronie, w podobnej do anielskiej białej szacie stoi Chrystus. W lewej ręce trzyma sztandar z napisem "VI[N]CI/TOR MOR/TIS" (Victor mortis - Zwycięzca śmierci). Gestem prawej ręki powstrzymuje, mówiąc: „Noli me tangere” – „Nie zatrzymuj Mnie, jeszcze bowiem nie wstąpiłem do Ojca” (J 20,17). Przedstawiona w centralnej części fresku Magdalena, klęczy przed Panem z wyciągniętymi rękami ku niemu.
Tłem dla sceny jest skalisty krajobraz, na którym znajdują się uschnięte drzewa. Symbolizują one okres przed Zmartwychwstaniem. Pod stopami Jezusa wzrastają nowe zielone drzewka symbolizujące nadejście odkupienia.